# Konstantin Dmitrijewitsch Worobjow
Konstantin Dmitrijewitsch Worobjow (russisch Константин Дмитриевич Воробьёв, wiss. Transliteration Konstantin Dmitrievič Vorob'ëv; geb. 24. September 1919 im Dorf Nischni Reutez, Oblast Kursk, Russland; gest. 2. März 1975, Vilnius, Litauische SSR) war ein sowjetischer Schriftsteller.
Worobjow war ein Vertreter der sogenannten Leutnant-Prosa. Herausragende Werke diesbezüglich sind nach Jurij Archipow beispielsweise „Gefallen vor Moskau“ (Убиты под Москвой) und „Das sind wir, oh Herr“ (Это мы, господи!..). An der Schlacht um Moskau nahm Worobjow als Leutnant teil. Er wurde Ende 1941 in der Nähe von Klin gefangen genommen und bis 1943 in mehreren deutschen Kriegsgefangenenlagern festgehalten. Er entkam zweimal aus der Gefangenschaft und war dann bis 1944 Kommandeur einer Partisanengruppe ehemaliger Kriegsgefangener, die in Litauen in der Nähe von Šiauliai operierte.
Nach Kriegsende verbrachte Worobjow ab 1947 sein Leben in Vilnius. Er war Verfasser einer Reihe von Erzählungen und Kurzgeschichten (Powest), von denen viele entweder zu Lebzeiten unveröffentlicht blieben oder durch massive Zensurkürzungen stark beeinträchtigt wurden.

## Werke (Auswahl)
- Wot prischjol welikan / Вот пришел великан, 1971
- Genka, brat moi / Генка, брат мой, 1969
- ...I wsemu rodu twojemu / ...И всему роду твоему, 1975, unvollendet
- Krik / Крик, 1962
- Odnim dychanijem / Одним дыханием, 1948, veröffentlicht 1967
- Potschjom w Rakitnom radosti / Почём в Ракитном радости, 1964
- Ubity pod Moskwoi / Убиты под Москвой, 1963
- Eto my, gospodi!.. / Это мы, господи!.., 1986, posthum